# Тимошовка (Каменский район)
Тимошовка (укр. Тимошівка) — село в Каменском районе Черкасской области Украины.
Население по переписи 2001 года составляло 830 человек. Почтовый индекс — 20815. Телефонный код — 4732.

## Известные уроженцы
- Кароль Шимановский (1882—1937) — польский композитор, пианист, педагог, музыкальный критик.
- Мартын Шимановский — российский горный инженер, рудопромышленник.

## Местный совет
20815, Черкасская обл., Каменский р-н, с. Тимошовка, ул. Лесная, 1